# Pariservåfflor

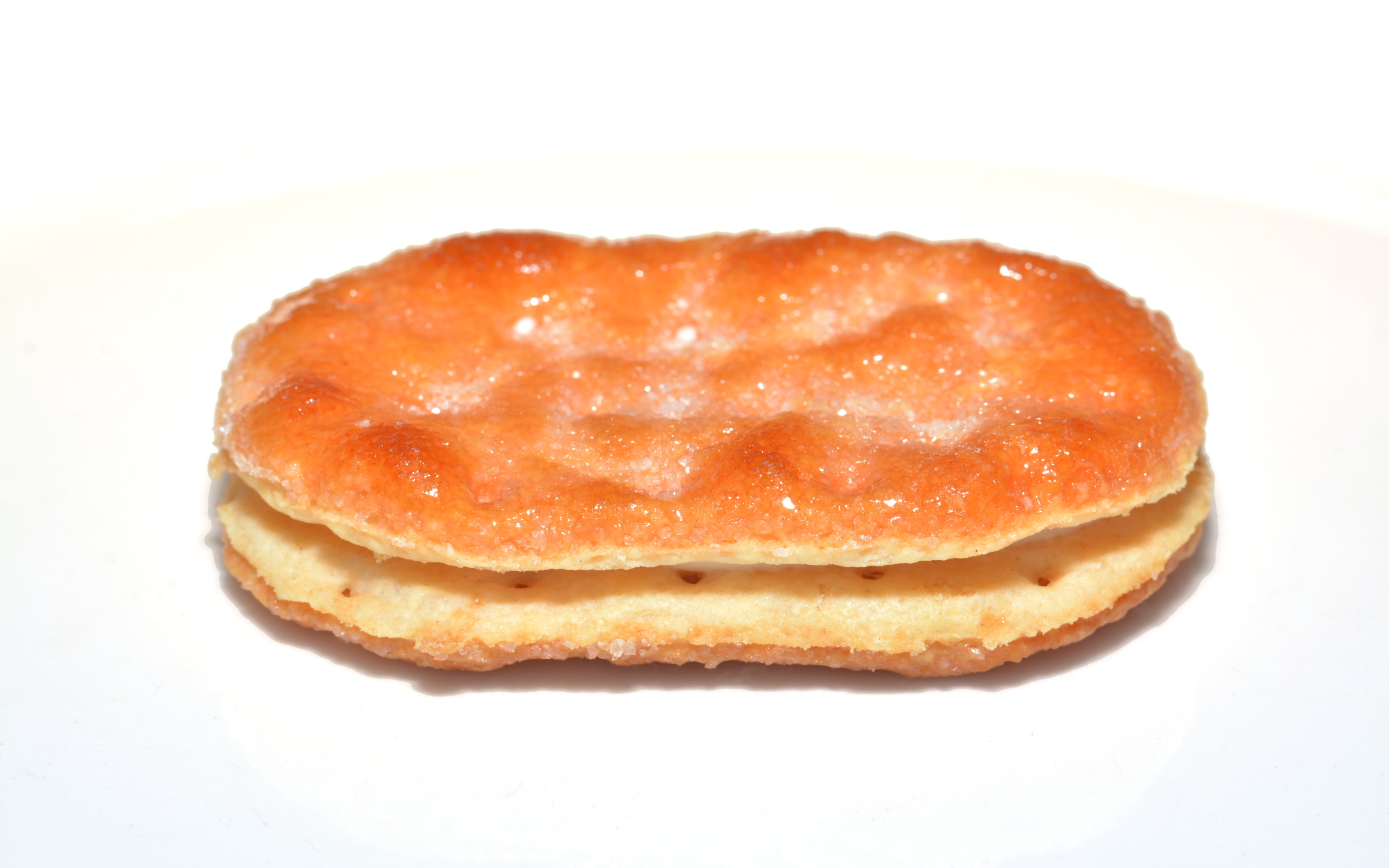
En pariservåffla.

Pariservåfflor eller franska våfflor är ett slags bakverk som består av två räfflade ovaler av smördeg med en smörkräm innehållande florsocker mellan, och dessa är vanligen garnerade med strösocker. De bakas med en kruskavel. Pariservåfflor förekommer på konditorier och var vanliga under 1950-talet. År 2019 var handgjorda pariservåfflor desto ovanligare i Sverige.